# (3800) Karayusuf
(3800) Karayusuf (1984 AB) – planetoida z grupy przecinających orbitę Marsa okrążająca Słońce w ciągu 1,98 lat w średniej odległości 1,58 j.a. Odkryła ją Eleanor Helin 4 stycznia 1984 roku.